# 自由的機制
《自由的机制》（英語：The Machinery of Freedom）是一部由自由主义经济学家戴维·弗里德曼在1973年出版的政治学专著。该书阐述了无国家的社会也能运作的观点。这是无政府资本主义文学最具影响力的一本书之一，它被The Institute of Public Affairs Review列为"你死之前必须阅读的20十本书之一"。
这本书倡导废除或私有化所有的政府职能，对许多具体的私有化进程做了详细的建议，探讨了自由主义思想的后果，列举了一些自由社会的例子（例如冰岛自由邦），并阐述了作者为什么会成为一名自由主义者的个人声明。书中探讨的主题包括私有法（包含立法和执法机构）和在一个纯自由社会里面提供棘手的公共服务问题（例如国防）。弗里德曼的态度和结论都是无政府资本主义的。
弗里德曼对于实现无政府资本主义的策略有着务实的精神，他主张渐进的实现。举例来说，他主张引入教育券作为私有化教育体系的前奏，而将分散警察权力做为类似私有化国防的第一步。

## 弗里德曼的法律
在这本书里面弗里德曼著名的国家原则是任何政府做的同等事情的花费至少是由私人提供的两倍。他用了几个例子来说明这个结论，其中美国邮政署作为一个特别著名的例子。弗里德曼的结论引起了激烈的争论，实证研究仍然没有定论。